# オランダ スポーツマンオブザイヤー
オランダ スポーツマンオブザイヤー（蘭:Sportman van het jaar。英:Dutch Sportsman of the year）は、1年を通じて最も活躍したオランダ国籍のスポーツ選手を表彰する制度で、1951年より行われている。オランダのスポーツジャーナリストが候補者名簿を作成した上で、オランダ・オリンピック委員会が選出する。

## 歴代の受賞者

### 1951年〜1958年（男子選手のみ）
| 年     | 年間最優秀選手         | 競技種目   |
| 1951年 | アベ・レンストラ       | サッカー   |
| 1952年 | アベ・レンストラ       | サッカー   |
| 1953年 | アリー・ファンフリート | 自転車競技 |
| 1954年 | ヘールチェ・ウィーレマ | 水泳       |
| 1955年 | マリー・コック         | 水泳       |
| 1956年 | クラース・ボート       | 体操       |
| 1957年 | アントン・ヘーシンク   | 柔道       |
| 1958年 | ヘリット・スヒュルト   | 自転車競技 |

### 1959年以降（男女）
| 年     | 年間最優秀男子選手                                    | 競技種目                                           | 年間最優秀女子選手                                 | 競技種目                                           |
| 1959年 | アリー・ファンホーヴェリンゲン                        | 自転車競技                                         | ショーケ・ディクストラ                             | フィギュアスケート                                 |
| 1960年 | エーフ・カメルベーク                                  | 陸上競技                                           | ショーケ・ディクストラ                             | フィギュアスケート                                 |
| 1961年 | アントン・ヘーシンク ヘンク・ファンデルフリフト       | 柔道 スピードスケート                              | ショーケ・ディクストラ                             | フィギュアスケート                                 |
| 1962年 | ヘンク・ネイダム                                      | 自転車競技                                         | ショーケ・ディクストラ                             | フィギュアスケート                                 |
| 1963年 | ペーター・ポスト                                      | 自転車競技                                         | ショーケ・ディクストラ                             | フィギュアスケート                                 |
| 1964年 | アントン・ヘーシンク                                  | 柔道                                               | ショーケ・ディクストラ                             | フィギュアスケート                                 |
| 1965年 | アントン・ヘーシンク                                  | 柔道                                               | アダ・コック                                       | 水泳                                               |
| 1966年 | アルト・シェンク ケース・フェルケルク                 | スピードスケート                                   | アダ・コック                                       | 水泳                                               |
| 1967年 | ケース・フェルケルク                                  | スピードスケート                                   | スティン・カイゼル                                 | スピードスケート                                   |
| 1968年 | ヤン・ヤンセン                                        | 自転車競技                                         | アダ・コック                                       | 水泳                                               |
| 1969年 | トム・オッカー                                        | テニス                                             | ミア・ホメルス                                     | 陸上競技                                           |
| 1970年 | アルト・シェンク                                      | スピードスケート                                   | アーチェ・ケーレン＝デールストラ                   | スピードスケート                                   |
| 1971年 | アルト・シェンク                                      | スピードスケート                                   | ウィリー・スタール                                 | 水上スキー                                         |
| 1972年 | アルト・シェンク                                      | スピードスケート                                   | アンス・ファンヘルヴェン                           | 体操                                               |
| 1973年 | ヨハン・クライフ                                      | サッカー                                           | エニト・ブリヒトハ                                 | 水泳                                               |
| 1974年 | ヨハン・クライフ                                      | サッカー                                           | エニト・ブリヒトハ                                 | 水泳                                               |
| 1975年 | ヨス・ヘルメンス                                      | 陸上競技                                           | ディアンネ・デ・レーブ                             | フィギュアスケート                                 |
| 1976年 | ピート・クライネ                                      | スピードスケート                                   | ケーティー・ファンオーステン＝ハーヘ               | 自転車競技                                         |
| 1977年 | ハニー・クイパー                                      | 自転車競技                                         | ベティ・ストーブ                                   | テニス                                             |
| 1978年 | ヘリー・クネットマン                                  | 自転車競技                                         | ケーティー・ファンオーステン＝ハーヘ               | 自転車競技                                         |
| 1979年 | ヤン・ラース                                          | 自転車競技                                         | ペトラ・デブルーイン                               | 自転車競技                                         |
| 1980年 | ヨープ・ズートメルク                                  | 自転車競技                                         | アニー・ボルクキンク                               | スピードスケート                                   |
| 1981年 | ハニー・スタムスナイダー                              | マウンテンバイク                                   | ベティーヌ・フリセコープ                           | 卓球                                               |
| 1982年 | ヘラルド・ナイブル                                    | 陸上競技                                           | アンネマリー・フェルスタッペン                     | 水泳                                               |
| 1983年 | ロブ・ドリュペルス                                    | 陸上競技                                           | コニー・ファンベンテュム                           | 水泳                                               |
| 1984年 | ステファン・ファンデンベルフ                          | ウインドサーフィン                                 | リア・スタルマン                                   | 陸上競技                                           |
| 1985年 | ヨープ・ズートメルク                                  | 自転車競技                                         | ベティーヌ・フリセコープ                           | 卓球                                               |
| 1986年 | ハイン・フェルヘール                                  | スピードスケート                                   | ネリ・コーマン                                     | 陸上競技                                           |
| 1987年 | ルート・フリット                                      | サッカー                                           | イレーネ・ドゥコック                               | 柔道                                               |
| 1988年 | スティーヴン・ロークス                                | 自転車競技                                         | イヴォンヌ・ファン・ヘニップ                       | スピードスケート                                   |
| 1989年 | レオ・フィセル                                        | スピードスケート                                   | エリー・ファンヒュルスト                           | 陸上競技                                           |
| 1990年 | エリック・ブロイキンク                                | 自転車競技                                         | レオンティエン・ファンモールセル                   | 自転車競技                                         |
| 1991年 | アルノルト・ファンデルライデ エドウィン・ヨンヘヤンス | ボクシング 飛込競技                                | インフリット・ハリンハ                             | 自転車競技                                         |
| 1992年 | バート・フェルトカンプ                                | スピードスケート                                   | エレン・ファンランゲン                             | 陸上競技                                           |
| 1993年 | ファルコ・ザンドストラ                                | スピードスケート                                   | レオンティエン・ファンモールセル                   | 自転車競技                                         |
| 1994年 | レジリオ・ツール                                      | ボクシング                                         | アンキー・ヴァン・グルンスヴェン                   | 馬術                                               |
| 1995年 | ダニー・ネリセン                                      | 自転車競技                                         | アンヘリク・セリース                               | 柔道                                               |
| 1996年 | リカルト・クライチェク                                | テニス                                             | インフリット・ハリンハ                             | 自転車競技                                         |
| 1997年 | マルセル・ワウダ                                      | 水泳                                               | トニー・デヨング                                   | スピードスケート                                   |
| 1998年 | ヒアンニ・ロム                                        | スピードスケート                                   | マリアンヌ・ティマー                               | スピードスケート                                   |
| 1999年 | ピーター・ファン・デン・ホーヘンバンド                | 水泳                                               | レオンティエン・ゼイラート＝ファンモールセル       | 自転車競技                                         |
| 2000年 | ピーター・ファン・デン・ホーヘンバンド                | 水泳                                               | レオンティエン・ゼイラート＝ファンモールセル       | 自転車競技                                         |
| 2001年 | エリック・デッケル                                    | 自転車競技                                         | インヘ・デブルーイン                               | 水泳                                               |
| 2002年 | ヨヘム・ユエイトデハーへ                              | スピードスケート                                   | フェロナ・ファンデルール                           | 体操                                               |
| 2003年 | エルベン・ベンネマルス                                | スピードスケート                                   | レオンティエン・ゼイラート＝ファンモールセル       | 自転車競技                                         |
| 2004年 | ピーター・ファン・デン・ホーヘンバンド                | 水泳                                               | レオンティエン・ゼイラート＝ファンモールセル       | 自転車競技                                         |
| 2005年 | ユーリ・ファンヘルダー                                | 体操                                               | エディト・ファンダイク                             | 水泳                                               |
| 2006年 | テオ・ボス                                            | 自転車競技                                         | イレイン・ブスト                                   | スピードスケート                                   |
| 2007年 | スベン・クラマー                                      | スピードスケート                                   | マルレーン・フェルトヒュイス                       | 水泳                                               |
| 2008年 | マーテン・ファン・デル・バイデン                      | 水泳                                               | マリアンヌ・フォス                                 | 自転車競技                                         |
| 2009年 | エプケ・ゾンダーランド                                | 体操競技                                           | マリアンヌ・フォス                                 | 自転車競技                                         |
| 2010年 | マーク・タウタート                                    | スピードスケート                                   | ニコリーン・ザウエルブライ                         | スノーボード                                       |
| 2011年 | エプケ・ゾンダーランド                                | 体操競技                                           | ラノミ・クロモウィジョジョ                         | 水泳                                               |
| 2012年 | エプケ・ゾンダーランド                                | 体操競技                                           | ラノミ・クロモウィジョジョ                         | 水泳                                               |
| 2013年 | エプケ・ゾンダーランド                                | 体操競技                                           | マリアンヌ・フォス                                 | 自転車競技                                         |
| 2014年 | アリエン・ロッベン                                    | サッカー                                           | イレイン・ブスト                                   | スピードスケート                                   |
| 2015年 | シンキー・クネフト                                    | ショートトラックスピードスケート                   | ダフネ・シパーズ                                   | 陸上競技                                           |
| 2016年 | マックス・フェルスタッペン                            | 自動車競技                                         | サンネ・ウェバース                                 | 体操競技                                           |
| 2017年 | トム・デュムラン                                      | 自転車競技                                         | ダフネ・シパーズ                                   | 陸上競技                                           |
| 2018年 | キエルド・ナウシュ                                    | スピードスケート                                   | スザンネ・シュルティング                           | ショートトラックスピードスケート                   |
| 2019年 | マチュー・ファン・デル・プール                        | 自転車競技                                         | シファン・ハッサン                                 | 陸上競技                                           |
| 2020年 | 新型コロナウイルス感染症の世界的流行により授賞なし    | 新型コロナウイルス感染症の世界的流行により授賞なし | 新型コロナウイルス感染症の世界的流行により授賞なし | 新型コロナウイルス感染症の世界的流行により授賞なし |